# GFA League Second Division 1996/97
Die Saison 1996/1997 der GFA League Second Division, der zweithöchsten Spielklasse im gambischen Fußball, wurde 1997 beendet.
Es spielten zehn Mannschaften in einer Hin- und Rückrunde um den Titel, so dass für jede Mannschaft 18 Spiele angesetzt waren. Aus der GFA League First Division sind zuvor die zwei Mannschaften Flamemins Football Club und Saraba Football Club abgestiegen und zur Liga dazu gestoßen. Aus der GFA League Third Division sind die zwei Mannschaften Dabanani und Fankata aufgestiegen.
Am Saisonende mussten die beiden Tabellenletzten Joggifans Football Club und Linguere in die Third Division absteigen. Aufsteigen in die First Division durften die beiden in der Tabelle führenden Mannschaften Flamemins Football Club und Saraba Football Club.
Eine Abschlusstabelle ist nicht belegt.

## Beteiligte Vereine
Alphabetisch sortiert
1. Dabanani
2. Fankata
3. Flamemins FC
4. SK Jaiteh
5. Joggifans FC
6. Justice
7. Kaira Silo
8. Linguere
9. Saraba FC
10. Sukuta Tigers